# Комиссия Конгресса США по Катыни (1951)
Комиссия конгресса США по Катыни — специальная комиссия Палаты представителей Конгресса США под председательством Рэя Джона Мэддена, созданная в 1951, в США для расследования катынского расстрела.

Президент Гарри Трумэн и члены Комиссии по расследованию Катынского расстрела в 1951 году.
Слева направо: конгрессмен Фостер Фурколо, Джордж Дондеро, Тадеуш Мачрович, глава комиссии Рэй Мэдден, Альвин Д’Конски, Дениэл Флад, Джон Митчелл, Тимоти Шихан

## Заключение комиссии
Комиссия пришла к выводу, что массовые убийства польских офицеров и полицейских совершили органы НКВД, причём, по свидетельству нескольких очевидцев, ссылавшихся на утверждения охраны, осташковские пленные были погружены на баржи и утоплены в Белом море. В окончательном отчёте отмечались, в частности, свидетельства о том, что сын Сталина, Яков Джугашвили, будучи в плену, соглашался, что расстрелы в катынском лесу проводились НКВД, а также показания советского перебежчика Ольшанского, отрекомендовавшегося профессором Воронежского университета, которому Бурденко якобы заявил в частном разговоре, что катынских поляков по его убеждению расстреляли в 1940 и протоколы его комиссии фальсифицированы. Впоследствии выяснилось, что он предоставил Конгрессу вымышленную биографию, и что его разговор с Бурденко полностью вымышлен.
Среди свидетелей были упомянутый Ольшанский и польский писатель, участник эксгумации 1943 г. и автор книги о Катыни Юзеф Мацкевич. Согласно заключению Комиссии, вопреки как немецким, так и советским утверждениям, в Катыни похоронены только узники Козельского лагеря. Следовательно, отметила Комиссия, в СССР есть ещё как минимум две «Катыни» (ныне известно, что это — Медное под Тверью и Пятихатки, посёлок, сейчас расположенный в северной части Харькова). Заключение Комиссии объявляло СССР виновным в катынском убийстве на основании следующих признаков:
1. Противодействие расследованию Международного Красного Креста в 1943 г.
2. Нежелание приглашать нейтральных наблюдателей во время работы «Комиссии Бурденко», кроме корреспондентов, согласно оценивших акцию как «целиком организованное шоу».
3. Неспособность предъявить в Нюрнберге достаточно свидетельств немецкой вины.
4. Отказ от сотрудничества с расследованием Конгресса, несмотря на публичное и формальное обращение Комитета.
5. Неоспоримые свидетельства лиц, ранее заключенных в трёх лагерях, медицинских экспертов и наблюдателей.
6. Тот факт, что Сталин, Молотов и Берия до весны 1943 г. не отвечали полякам, где находятся лица, обнаруженные в Катыни.
7. Массированная пропагандистская кампания, устроенная против расследования Конгресса, что было расценено как выражение страха разоблачения.[4] Комиссия приняла решение вынести результаты расследования на публичное обсуждение в ООН с целью создания постоянно действующего Международного трибунала по военным преступлениям и преступлениям против человечества, однако президент США не поддержал эту инициативу.[5]

## Публикация материалов
По результатам расследования Комиссия опубликовала несколько томов — туда вошли показания свидетелей, отпечатки вещественных доказательств, фотокопии документов, фотографии места казни, схемы, цифровые данные, точный список всех пропавших без вести, точный список убитых в Катыни и затем эксгумированных.

### Материалы комиссии Мэддена
- Том 1, 11.10.1951,
- Том 3, Чикаго, 13—14.3.1952,
- Том 4, Лондон, 16—19.4.1952,
- Том 5, Франкфурт, 21—26.4.1952,
- Том 6, Предоставление доказательств Польским правительством в изгнании,
- Том 7, 3—4.6.1952, 11—14.11.1952.